# Cécile Treffort
Cécile Treffort est une médiéviste et épigraphiste française.

## Biographie
Cécile Treffort a suivi un cursus universitaire à l'Université Lumière-Lyon II, et a soutenu sa thèse en 1994. Elle devient maîtresse de conférence à l'université de La Rochelle de 1995 à 1997, puis à l'Université de Poitiers de 1997 à 2005. Elle obtient son HDR (habilitation à diriger des recherches) en 2004, puis le poste de professeure des universités en 2005. Ancienne présidente du Centre d'études supérieures de civilisation médiévale, elle enseigne actuellement à l'Université de Poitiers. Elle obtient en 2016 une chaire régionale triennale, soutenue par la région Nouvelle-Aquitaine et est nommée en juin 2021 à l'Institut universitaire de France pour une durée de cinq ans,.

## Travaux
Les recherches de Cécile Treffort concernent principalement la culture épigraphique, les rites funéraires, et la vie monastique au Moyen Âge, ainsi que l'Aquitaine du Haut Moyen Âge. Elle est souvent saluée pour la richesse de son travail ainsi que pour ses réflexions novatrices,.
Elle participe à des projets épigraphiques d'envergure tels que Titulus ou GRAPH-EAST,.

## Publications

### Ouvrages
- L’Église carolingienne et la mort. Christianisme, rites funéraires et pratiques commémoratives. Lyon : CIHAM-Presses universitaires de Lyon, 1996. 228 p. Collection d’histoire et d’archéologie médiévales, 3.
- Mémoires carolingiennes. L’épitaphe entre genre littéraire, célébration mémorielle et manifeste politique (milieu VIIIe – XIe siècle). Rennes : Presses universitaires de Rennes, 2007. 387 p. Collection Histoire.
- Paroles inscrites. À la découverte des sources épigraphiques latines du Moyen Âge (VIIe – XIIe siècle). Rosny-sous-Bois : Bréal, 2008. 208 p. Collection Sources d’histoire

### Directions d'ouvrages
- en collaboration avec Danièle Alexandre-Bidon, préfacé par Jean Delumeau : À réveiller les morts : la mort au quotidien dans l’Occident médiéval. Lyon : Presses universitaires de Lyon, 1995 (1993). 334 p.
- Mémoires d’hommes. Traditions funéraires et monuments commémoratifs en Poitou-Charentes, de la Préhistoire à nos jours, La Rochelle, Université (diff. ARCADD), 148 p.
- en collaboration avec Mathias Tranchant : L’abbaye de Maillezais. Des moines du marais aux soldats huguenots. Rennes : PUR, 2005. 481 p. Histoire.
- en collaboration avec Eric Normand et Christian Gensbeitel : À la table des moines charentais. Archéologie de l’alimentation monastique en pays charentais au Moyen Âge. La Crèche : Geste Editions, 2005. 95 p.
- Une société de pierre : les épitaphes carolingiennes de Melle. catalogue de l’exposition conçue par la Société archéologique et spéléologique du Mellois et le Centre d’études supérieures de civilisation médiévale présentée à Saint-Pierre de Melle du 3 septembre 2009 au 30 septembre 2010. Melle : Société archéologique et spéléologique du Mellois, 2009. 36 p.

### Ouvrages en collaboration
- en collaboration avec Jean-Pierre Arrignon et Bernard Merdrignac : Christianisme et chrétientés en Occident et en Orient (mil. VIIe-mil. XIe siècle). Paris-Gap : Ophrys, 1997. 182 p. Documents Σ Ophrys
- en collaboration avec Myriam Soria Audebert : Pouvoirs, Église, société. Conflits d’intérêts et convergence sacrée (IXe – XIe siècle). Rennes : Presses universitaires de Rennes, 2008 (Collection Histoire), 224 p.